# Gesteelde knopgalwesp
De gesteelde knopgalwesp (Andricus callidoma) is een vliesvleugelig insect uit de familie van de echte galwespen (Cynipidae). De wetenschappelijke naam van de soort is voor het eerst geldig gepubliceerd in 1841 door Hartig.